# Reticencia
En retórica, la reticencia o aposiopesis (ἀποσιώπησις, 'silenciamiento') es, dentro de las figuras literarias, una de las figuras de omisión. Consiste en dejar incompleta una frase, destacándose más lo que se calla.
Ejemplo: "Si yo hablase...".
En el negocio de los seguros, por ejemplo, el concepto de reticencia refiere al hecho de no decir todo lo que se sabe. En efecto, en un contrato de seguro, el asegurado tiene la obligación y el deber de informar cabalmente al asegurador sobre todas las circunstancias que permiten avaluar precisamente los riesgos. Este asunto reviste mayor importancia en lo que se refiere al seguro de vida, por ejemplo. Por ello, las empresas de seguros tienen medios de información, como médicos, que le pueden proporcionar datos, lo cual no exime al asegurado de responsabilidad por su falsedad o reticencia, dado que en ciertos casos sólo el asegurado puede proporcionar datos completos.
En lo que refiere a las consecuencias, el art. 640 consagra un régimen de nulidades 
3 fundado en el error del asegurador, acerca del riesgo. Se trata de la aplicación de la doctrina general del error sustancial, que puede hacer variar el consentimiento. Se sanciona con nulidad aun cuando haya mediado buena fe de parte del estipulante.
El sistema es objetivo, porque no toma en cuenta la intención del asegurado para juzgar anulable el contrato. No importa que el asegurado haya actuado de buena o mala fe. Sin embargo, el legislador sí toma en cuenta la intención, al disponer sanciones para el asegurado reticente o que efectuó declaraciones falsas (arts. 666 y 667).
- Datos: Q619760